# Janidera insignata
Janidera insignata är en skalbaggsart som beskrevs av Hüdepohl 1992. Janidera insignata ingår i släktet Janidera och familjen långhorningar. Inga underarter finns listade i Catalogue of Life.